# Гранитное (Тернопольская область)
Гранитное (укр. Гранітне) — село в Монастырисской городской общине Чортковского района Тернопольской области Украины.
До 2020 года входило в Монастырисский район.
Население по переписи 2001 года составляло 384 человека. Почтовый индекс — 48331. Телефонный код — 3555.